# Bigor
Bigor är en ort i Montenegro. Den ligger i den södra delen av landet. Bigor ligger 172 meter över havet och antalet invånare är 108.
Terrängen runt Bigor är kuperad. Omgivningarna runt Bigor är en mosaik av jordbruksmark och naturlig växtlighet.